# 34 (číslo)
Třicet čtyři je přirozené číslo. Následuje po číslu třicet tři a předchází číslu třicet pět. Řadová číslovka je třicátý čtvrtý nebo čtyřiatřicátý. Římskými číslicemi se zapisuje XXXIV.

## Matematika
Třicet čtyři je
- deváté číslo Fibonacciho posloupnosti
- sedmiúhelníkové číslo

## Chemie
- 34 je atomové číslo selenu

## Ostatní
- +34 je mezinárodní telefonní předvolba Španělska

## Roky
- 34
- 34 př. n. l.
- 1934